# Riviera Line

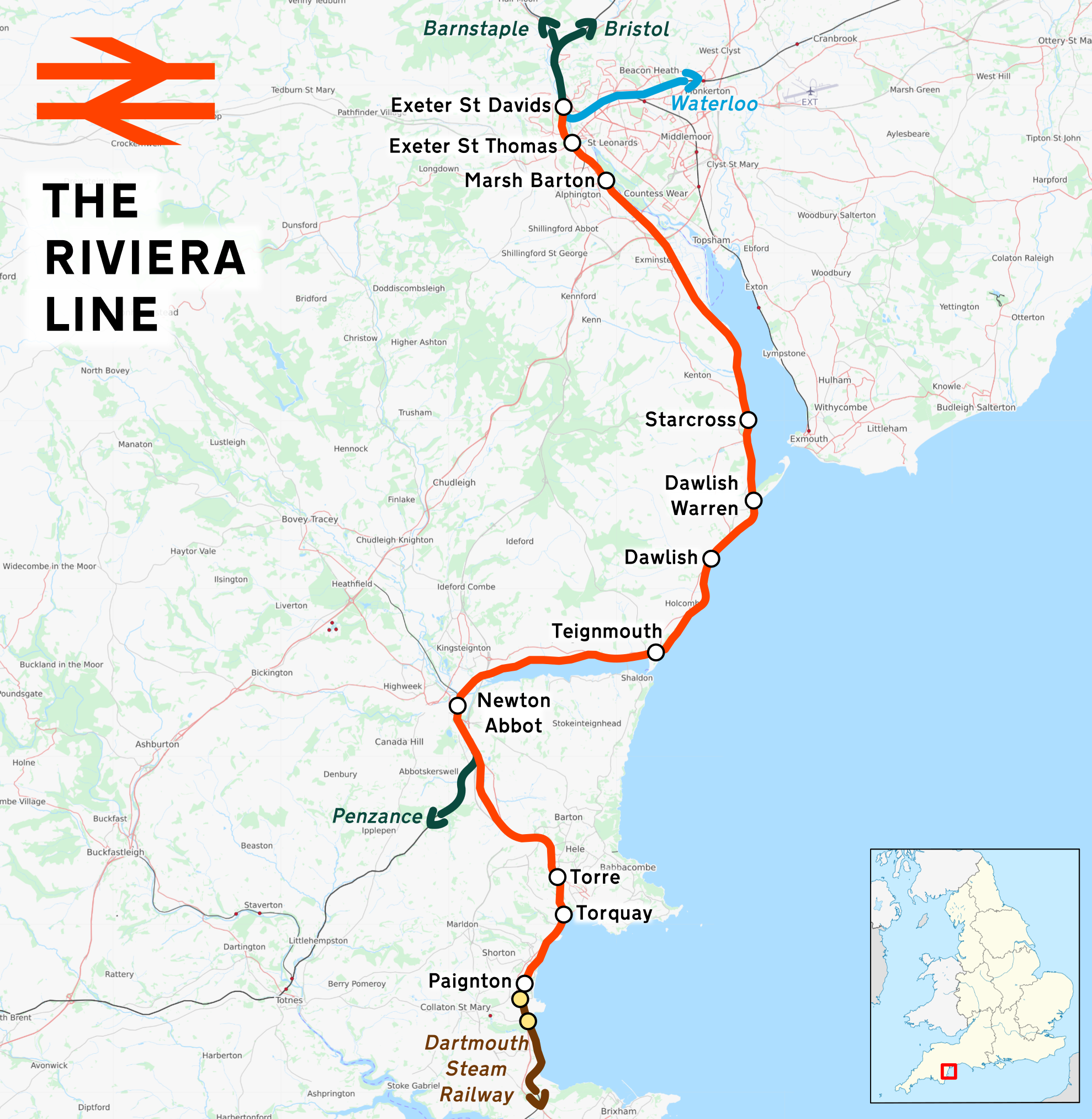
Mapa linii kolejowej

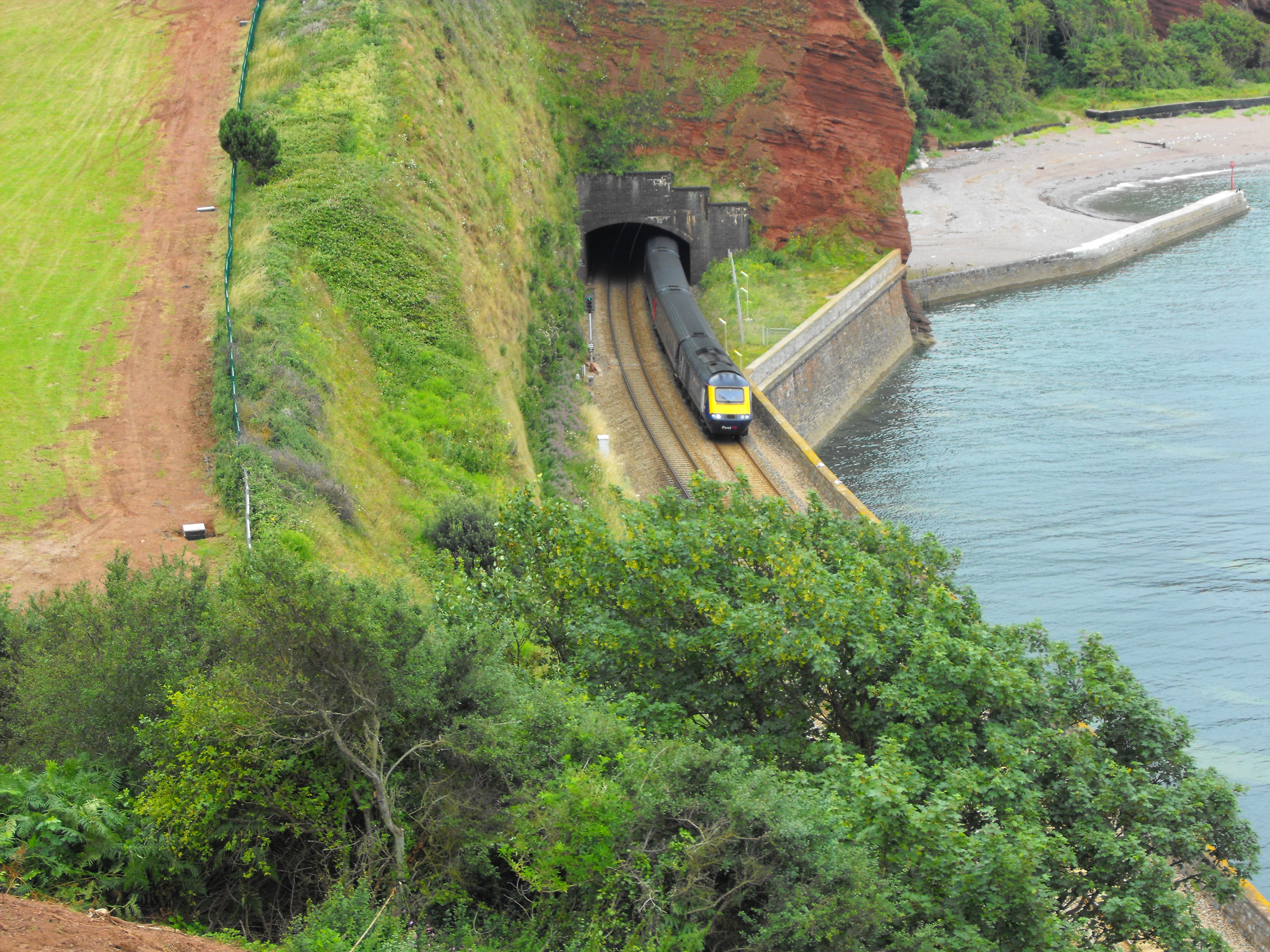
Kolej na trasie między Dawlish a Teignmouth

Riviera Line – linia kolejowa łącząca Exeter z Paignton w hrabstwie Devon w Wielkiej Brytanii. Do stacji kolejowej Newton Abbot jest tożsama z linią Exeter – Plymouth. Rozstaw torów na całej trasie wynosi 1435 mm, linia nie jest zelektryfikowana. Po linii kursują pociągi pośpieszne CrossCountry i First Great Western.

## Przebieg
Linia kolejowa leży w obszarze atrakcyjnym turystycznie, samo położenie linii jest cenione przez turystów i traktowane jako atrakcja krajobrazowa. Początkowo linia biegnie estuarium rzeki Exe, następnie przejeżdża przez rezerwat Dawlish Warren National Nature Reserve. Za stacją Dawlish Warren trasa prowadzi aż do Teignmouth równolegle do brzegu morza i szlaku South West Coast Path. Trasa Dawlish – Teignmouth uważana jest za jedną z najbardziej malowniczych w Anglii z uwagi na położenie. Jest również jedną z najdroższych w utrzymaniu w Wielkiej Brytanii ze względu na szkodliwą działalność morza. Między Paignton a Kingswear linia jest obsługiwana przez trakcję parową i kursuje od kwietnia do końca października.

## Stacje na linii

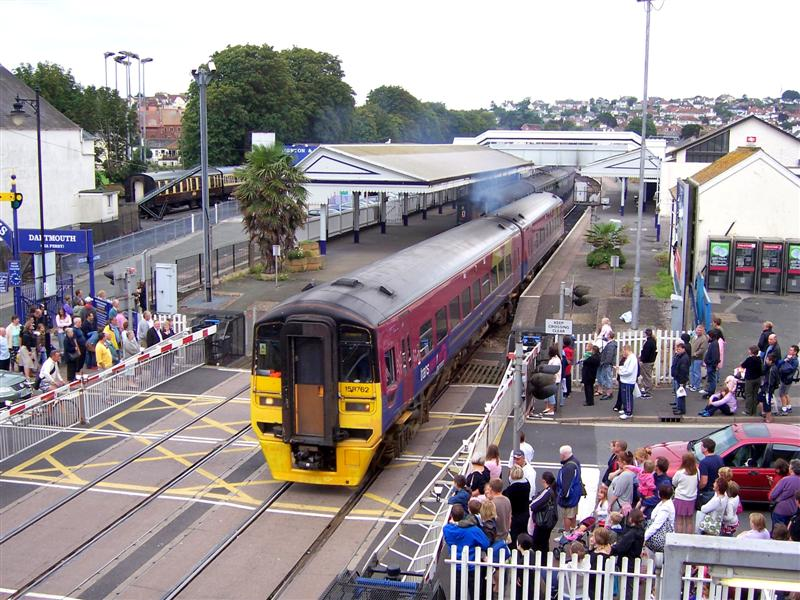
Końcowa stacja linii w Paignton

- Exeter St Thomas
- Marsh Barton
- Starcross
- Dawlish Warren
- Dawlish
- Teignmouth
- Newton Abbot
- Torre
- Torquay
- Paignton

## Przewozy pasażerskie na linii
Tabela przedstawia dynamikę przewozów pasażerskich na linii kolejowej.
|                            | 2002-03 | 2004-05 | 2005-06 | 2006-07 | 2007-08 |
| -------------------------- | ------- | ------- | ------- | ------- | ------- |
| Z Exeter do Newton Abbot   |         |         |         |         |         |
| Exeter St Thomas           | 45,681  | 64,295  | 76,964  | 80,199  | 82,677  |
| Starcross                  | 58,384  | 69,175  | 76,771  | 84,968  | 83,701  |
| Dawlish Warren             | 55,275  | 69,763  | 74,045  | 80,275  | 94,252  |
| Dawlish                    | 265,036 | 281,659 | 293,164 | 325,911 | 369,382 |
| Teignmouth                 | 286,471 | 318,532 | 331,048 | 364,910 | 418,162 |
| Z Newton Abbot do Paignton |         |         |         |         |         |
| Torre                      | 138,305 | 153,214 | 150,974 | 139,572 | 133,619 |
| Torquay                    | 284,566 | 298,494 | 292,701 | 307,520 | 341,916 |
| Paignton                   | 336,321 | 345,738 | 335,491 | 372,167 | 427,368 |